# Amazonas-Sotalia
Der Amazonas-Sotalia (Sotalia fluviatilis, Syn.: Sotalia pallidus (Gervais, 1855), Sotalia tucuxi (Gray, 1856)) ist eine kleine Delfinart, die in ihrer Heimat Tucuxi genannt wird. Sie lebt im nördlichen Südamerika im Amazonas und seinen großen Nebenflüssen wie Rio Negro, Rio Madeira, Rio Tapajós, Río Putumayo, Rio Japurá, Río Napo, Río Cuyabeno, Río Ucayali, Río Marañón sowie Rio Tocantins. Sie ähneln körperlich den Großen Tümmlern. Der Amazonas-Sotalia ist nicht zu verwechseln mit dem Amazonasdelfin aus der Familie der Amazonas-Flussdelfine.

## Merkmale

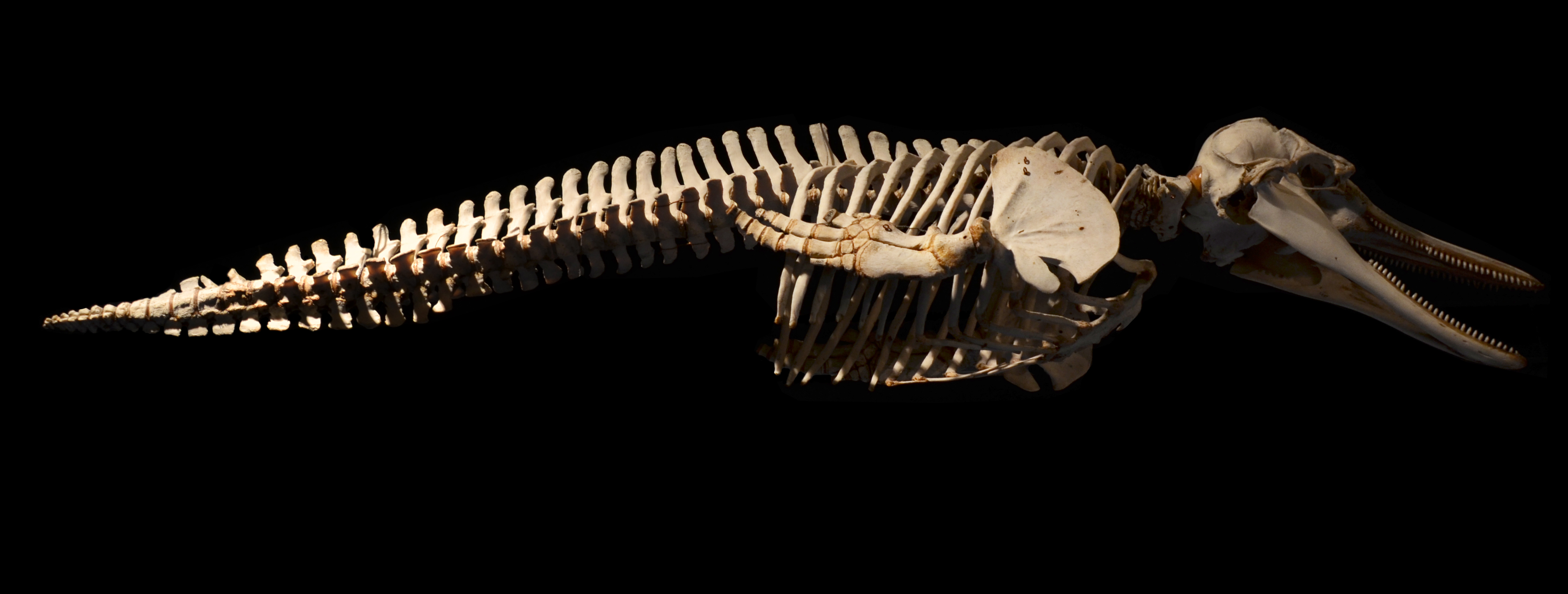
Skelett von Sotalia fluviatilis im Museum für Naturwissenschaften in Brüssel

Der Amazonas-Sotalia gehört zur Familie der Delfine (Delphinidae). Er besitzt einen mäßig langgestreckten Körper und einen durchschnittlich langen, schlanken Schnabel. Er erreicht eine durchschnittliche Körperlänge von 1,40 Meter und gehört damit zu den kleineren Walarten. Das größte wissenschaftlich untersuchte Männchen war 1,49 Meter, das größte Weibchen 1,52 Meter lang. Die Stirn ist durch die Melone deutlich gerundet, der Schnabel gut abgesetzt und enthält 26 bis 36 Zahnpaare in Ober- und Unterkiefer. Die Flipper sind maximal 29 cm lang, die Fluke 42 cm breit. Die Finne ist niedrig und dreieckig, hat eine breite Basis und die Spitze ist manchmal hakenförmig gebogen. Je Oberkieferhälfte zählt man 28 bis 35 Zähne.
Die Farbe des Amazonas-Sotalia ist grau auf der Rückenseite und weiß, hellgrau oder ein rosa angelaufenes hellgrau auf der Bauchseite. Die rosa Färbung wird auf eine stärkere Durchblutung zurückgeführt. Flipper und Fluke sind auf der Unterseite grau. Hinter den Flippern findet sich eine hellgraue Zone, eine andere verläuft von der Körpermitte zum Anus. Einige Exemplare zeigen einen hellgrauen Streifen, der sich von Schwanzflossenbasis ausgehend etwa 10 bis 15 cm nach vorne und unten erstreckt.
Von seinem nächsten Verwandten, dem an den Karibik- und Atlantikküsten Mittel- und Südamerikas vorkommenden Guyana-Delfin (Sotalia guianensis) unterscheidet sich der Amazonas-Sotalia genetisch, durch seine kleinere Maximallänge und vier metrische Merkmale bezüglich der Schädelanatomie. Ob beide Arten zueinander Kontakt haben, ist bisher unbekannt. Einziger möglicher Ort für ein Vorkommen beider Arten wäre die Amazonasmündung, da die Überwindung der Stromschnellen des Casiquiare für ihn als unmöglich gilt.

## Lebensweise
Der Amazonas-Sotalia lebt in unterschiedlichen Sozialgruppen, darunter Mutter-Kind-Gruppen, Familien oder größere Gruppen von zumeist 10, maximal 25 Exemplaren. Aufgrund des trüben Wassers des Lebensraums ist die Echoortung zur Orientierung außerordentlich wichtig. Seine Tauchgänge dauern meist 30 Sekunden, maximal 80 Sekunden. Er ernährt sich von Fischen und Wirbellosen. Wie Kratzspuren auf der Haut vermuten lassen, sind darunter auch größere, wehrhafte Fische, wie verschiedene Welsartige. Im Unterschied zu anderen Zahnwalen, die ihre Beute meist gleich verschlucken, scheint der Amazonas-Sotalia seine Nahrung zu kauen. Die Tragzeit dauert etwa 10 Monate und die Jungtiere werden etwa ein halbes Jahr gesäugt.

## Systematik

Größenvergleich Amazonas-Sotalia und Taucher

Der Amazonas-Sotalia (Sotalia fluviatilis) wurde 1853 von Gervais und Deville und der Guyana-Delfin (Sotalia guianensis) 1864 von Pierre-Joseph van Bénéden beschrieben. Diese beiden Arten wurden anschließend zusammengefasst, der Amazonas-Sotalia galt als „Süßwasser-Unterart“. Eine dreidimensionale morphometrische Studie stellte erstmals die Unterschiede hervor. Eine molekulare Analyse von zeigte dann eindeutig, dass sich Sotalia fluviatilis genetisch von Sotalia guianensis unterscheidet. Die Einordnung als zwei Arten in einer gemeinsamen Gattung ist inzwischen allgemein anerkannt. Innerhalb der Delfine gehört die Gattung Sotalia zur größten Unterfamilie, den Delphininae, der sechs Gattungen mit insgesamt 17 Arten angehören, womit es die größte Unterfamilie der Delfine ist.

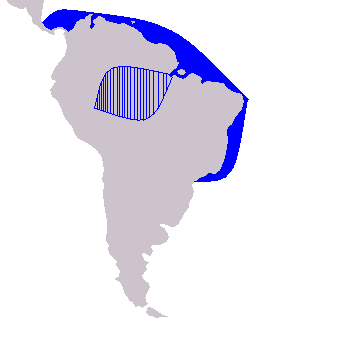
Verbreitungsgebiet der Gattung Sotalia. Amazonas-Sotalia: gestrichelter Bereich; Guyana-Delfin: ausgefüllter Bereich

## Amazonas-Sotalia und Mensch
Das Öl und Fett der Haut wird in der lokalen traditionellen Medizin als Salbe verwendet, die auf Wunden oder wunde Körperteile gerieben wird. Die Salbe soll Krankheiten wie Hämorrhoiden, Rheuma und Arthritis behandeln. Die Zähne werden in Pulverform zur Behandlung von Asthma verwendet.
Die Augen, Zähne und Geschlechtsorgane von werden in ganz Nordbrasilien als magische Amulette verkauft, die für Glück, Liebe und finanziellen Erfolg sorgen sollen. Auch Bäder werden mit diesen Körperteilen hergestellt und sollen dabei helfen, Sexualpartner anzuziehen, wenn sie im Wasser baden. Andere Produkte wie Parfums und Puder, die mit den Geschlechtsorganen hergestellt werden, werden als Aphrodisiaka verkauft. Die Anzahl der zu magischen oder religiösen Zwecken erlegten Delfine und die Auswirkungen auf die Populationen sind unbekannt.

## Gefährdung
Die IUCN listet den Amazonas-Sotalia auf der Roten Liste der gefährdeten Arten als stark gefährdet (endangered). Ein großes durch den Menschen verursachtes Problem sind Fischernetze, in denen sich die Delfine verfangen. Auch wurden sie vereinzelt gezielt gejagt. Umweltverschmutzung, insbesondere Quecksilbervergiftung des Wassers durch Goldabbau, ist ein besonderes Problem für diese Art. Die IUCN nennt auch die Fragmentierung von Lebensräumen durch den Bau von Dämmen als Bedrohung.
Der Amazonas-Sotalia ist in Anhang II[18] des Übereinkommens zur Erhaltung der wandernden wildlebenden Tierarten (CMS) aufgeführt.